# 豆区园
豆区园，又名叶相假山邸，位于中国福建省福州市福清市玉屏街道官驿巷，建于明万历年间，为内阁首辅叶向高（1559－1627年）的书斋和私家花园。
万历三十年（1602），叶向高兄弟离开后叶祖居外迁，叶向高迁居县城，买下“双蝴蝶”及豆区园，并进行翻建。但到晚清时已几乎荒废。1994年重修，保留原有格局，作为福清市博物馆临时馆址。叶向高在融城的遗迹，现仅存豆区园和黄阁重纶坊，而其祖居“双蝴蝶”及附属书堂“苍霞堂”、家庙“叶厝祠”、官塘墘衙府、西园、叶文忠公仰止祠和天卿世宠坊等均已不存。
豆区园面积仅有近200平方米，但布局精巧，假山鱼池、书院亭阁、曲径拱桥错落有致，被誉为“天上神仙府，世间宰相家”。尤以奇石著称，如“百猴白石柱”、“童子拜观音”、“姜太公钓鱼”、“鲤鱼跳龙门”“龟蛇相会”等。后院的“闲云石”为罕见的海蚀花岗岩屏风，高约4.9米、宽2.35米、厚0.35米。
1981年2月25日，豆区园和闲云石列为第一批福清县文物保护单位。现为福清市博物馆所在地。